# Bilpura
Bilpura là một thị trấn thống kê (census town) của quận Jabalpur thuộc bang Madhya Pradesh, Ấn Độ.

## Nhân khẩu
Theo điều tra dân số năm 2001 của Ấn Độ, Bilpura có dân số 11.812 người. Phái nam chiếm 53% tổng số dân và phái nữ chiếm 47%. Bilpura có tỷ lệ 70% biết đọc biết viết, cao hơn tỷ lệ trung bình toàn quốc là 59,5%: tỷ lệ cho phái nam là 78%, và tỷ lệ cho phái nữ là 60%. Tại Bilpura, 13% dân số nhỏ hơn 6 tuổi.